# وعاء السلطة (فكرة ثقافية)

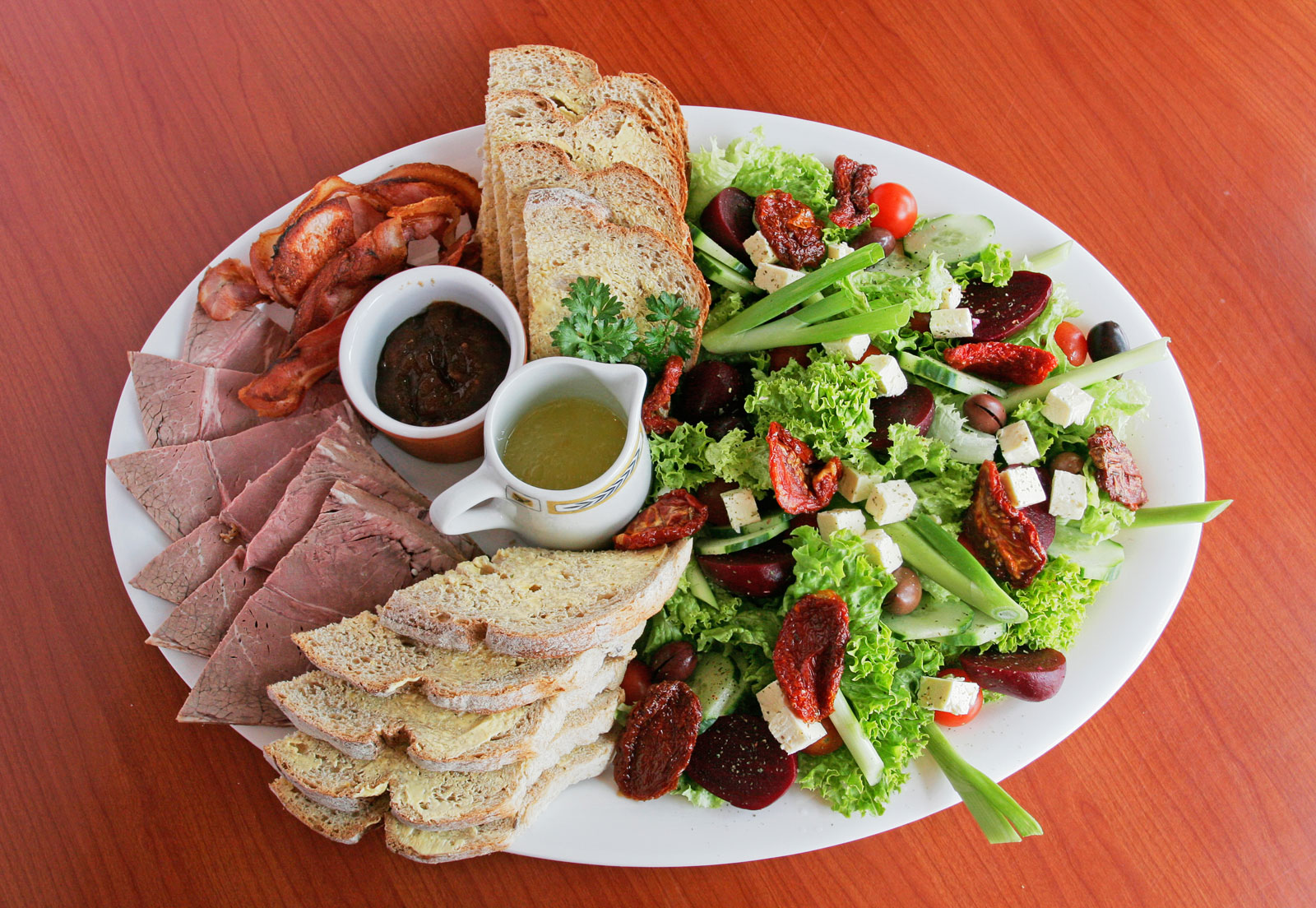
مكونات متميزة ومتنوعة يمكن دمجها لتحضير السلطة

يشير مفهوم وعاء السلطة إلى اندماج العديد من الثقافات المختلفة للمقيمين في الولايات المتحدة مع بعضهم البعض مثل السلطة، على عكس الفكرة الأكثر تقليدية لقدر الصهر الثقافي. في كندا، يشتهر هذا المفهوم باسم الفسيفساء الثقافية. وفي نموذج وعاء السلطة، تكون الثقافات الأمريكية المختلفة متجاورة - مثل مكونات السلطة - ولكنها لا تندمج في ثقافة متجانسة واحدة. فكل ثقافة تحتفظ بصفاتها المميزة الخاصة. وتقترح هذه الفكرة وجود مجتمع يتكون من العديد من الأفراد، والثقافات «الأصلية» بالإضافة إلى الثقافة المختلطة المكونة من الثقافة الأمريكية الحديثة، وقد أصبح هذا المصطلح هو الأصوب من الناحية السياسية عن مصطلح قدر الصهر، لأن هذا المصطلح الأخير يشير إلى أن الجماعات العرقية قد تكون غير قادرة على الحفاظ على ثقافتها بسبب الاستيعاب الثقافي.
وقد قارن البعض المفهوم الأوروبي للتعددية الثقافية الخاص بنهج وعاء السلطة، الذي يمنع الاندماج الكامل للجماعات المهاجرة في المجتمعات المضيفة، بالنهج الأمريكي التقليدي لقدر الصهر الذي يؤدي إلى الاندماج الناجح لموجات المهاجرين المتعاقبة في المجتمع الأمريكي الكبير.
تعد قصة الحب التي جمعت بين بوكاهانتس وجون سميث في أحد أفلام والت ديزني المتحركة الشهيرة «بوكاهانتس» (1995) أو التعايش السلمي للأمريكيين الأصليين مع المهاجرين الجدد من إنجلترا نموذجًا أوليًا للتعددية الثقافية في أمريكا. وعلى الرغم من ذلك، فقد انتقده بعض الباحثين باعتباره مفهومًا توجيهيًا خاص بالواسب (بروتستانتي أنجلو-ساكسوني أبيض) لقدر الصهر واقترحوا مفهومًا جديدًا وهو وعاء السلطة.
ويمكن رؤية مثال على النسخة الأوروبية من وعاء السلطة في سياستها المتعلقة ببرنامج الاتحاد الأوروبي «دمج المواطنين غير الأوروبيين» الذي يمول مبادرات الاندماج ويشجعها لاستهداف أولئك الذين ليسوا أعضاءً في الاتحاد الأوروبي البالغ عدد دوله الأعضاء 25 دولة. ويهدف هذا المشروع إلى تشجيع الحوار في المجتمع المدني، وتطوير نماذج الاندماج، ونشر أفضل المبادرات المتعلقة بالاندماج وتسليط الضوء عليها.
هناك مؤيدون ومعارضون لفكرة وعاء السلطة. يقول مؤيدوها إن كونك مواطنًا أمريكيًا لا يرتبط في حد ذاته بثقافة واحدة، ولكنه يرتبط بالمواطنة والولاء للولايات المتحدة. ومن ثم، لا يحتاج الفرد إلى التخلي عن تراثه الثقافي الخاص لكي يُعتبر «مواطنًا أمريكيًا». ويميل النقاد إلى معارضة الفكرة بالتزامن مع غيرها من الانتقادات الموجهة «للتعددية الثقافية»، قائلين إن المواطن الأمريكي يحتاج إلى ثقافة مشتركة للحفاظ على الهوية «الأمريكية» المشتركة.
يتجادل بعض الباحثين مثل إيمي تشوا من جامعة ييل بشأن الإصدارات المختلفة من التعددية الثقافية: وعاء السلطة. في كتابها يوم من الإمبراطورية: كيف صعدت القوى العظمى للهيمنة العالمية ولماذا هزموا، تشير إيمي تشوا إلى «التسامح الثقافي» باعتباره شرطًا مسبقًا أساسيًا للهيمنة العالمية أو القوة العظمى. ومع تقدير أن الولايات المتحدة على وشك فقدان هذه الخاصية المثالية جدًا في السنوات الأخيرة، قالت إنها تود أن تبقى أمريكا دولة متسامحة في إطار العولمة والتعددية الثقافية. قد يتم فهم تصورها للتسامح على أنه تعددية ثقافية أو وعاء سلطة مجازًا. بعبارة أخرى، يدعو الباحثون مثل تشوا إلى تعايش الأجناس المختلفة والجماعات العرقية والثقافات مع تكويناتهم الفريدة الخاصة، مثل وعاء السلطة، بدلاً من إلزامهم بالاندماج في البيئة الواحدة التي أنشأتها الأغلبية المسيطرة.